# Брате минли
Брате минли је други соло албум српског репера Ђуса (енгл. Juice), издат 2006. године за издавачку кућу Сити рекордс. Песме на албуму су хип хоп-денс жанра, а на њему се налази 18 песама и бонус видео На улици (олд скул ремикс) - Ђус и Гић.